# Gastón Machado
Gastón Machado, vollständiger Name Gastón Rodrigo Machado López, (* 19. Januar 1986 in Rivera) ist ein uruguayischer Fußballspieler.

## Karriere
Der 1,74 Meter große Mittelfeldakteur Machado gehörte zu Beginn seiner Karriere von der Apertura 2006 bis in die Clausura 2008 dem Profikader Juventuds an. In der Saison 2008/09 folgte ein Engagement beim Danubio FC, bei dem er ein Erstligator schoss. In der Spielzeit 2009/10 wurde er an den Erstligisten Racing ausgeliehen. Siebenmal lief er dort in der Primera División auf und erzielte einen Treffer. Im Juli 2010 wechselte er abermals auf Leihbasis zu Central Español. In der Saison 2010/11 weist die Statistik für ihn bei den Montevideanern 16 Erstligaspiele und drei Tore aus. Ende August 2011 schloss er sich erstmals El Tanque Sisley an. Bis zum Saisonende 2011/12 absolvierte er 24 Erstligapartien und traf neunmal ins gegnerische Tor. In der Apertura 2012 war der Cerro Largo FC sein Arbeitgeber, für den er zehn Spiele (zwei Tore) in der Primera División und zwei Begegnungen (kein Tor) in der Copa Sudamericana bestritt. Seine nächste Karrierestation war ab Mitte Januar 2013 Liverpool Montevideo. Neun Ligaeinsätzen in der Saison 2012/13 folgten bei den Montevideanern in der Folgespielzeit nur noch zwei weitere Erstligaeinsätze. Ein Tor gelang ihm nicht. Anfang Januar 2014 verließ er den Klub, der später am Saisonende den Gang in die Zweitklassigkeit antrat, und setzte seine Laufbahn zum zweiten Mal in seiner Karriere bei El Tanque Sisley fort. In der Clausura 2014 kam er noch fünfmal (ein Tor) in der höchsten uruguayischen Spielklasse zum Einsatz. In der Saison 2014/15 wurde er zwölfmal in der Primera División eingesetzt und erzielte ein Tor. Während der Spielzeit 2015/16 kam er elfmal (ein Tor) in der Liga zum Einsatz. Nach dem Abstieg am Saisonende trug er in der Spielzeit 2016 mit zehn Zweitligaeinsätzen (kein Tor) zum direkten Wiederaufstieg bei.